# Minami (Sängerin)
Minami (japanisch 美波; * am 14. September 1997 in Präfektur Saitama) ist eine japanische Singer-Songwriterin.

## Werdegang
Minami wurde 1997 in Saitama geboren. Sie begann, inspiriert durch Yutaka Ozaki, in Oberschule ihre eigene Musik zu schreiben und lernte Gitarre zu spielen.
Im Jahr 2017 gewann sie die zweite Ausgabe eines vom japanischen Label FlyingDog organisierten Vorspielens und wurde von der Plattenfirma unter Vertrag genommen. Im Juni gleichen Jahres erschien mit Eternal Blue eine EP mit vier Stücken; Ende des Jahres folgte eine Single mit Main Actor.
Die erste Veröffentlichung bei FlyingDog war Kawaki wo Ameku, welches Ende Januar 2019 erschien. Das Lied wurde als Lied im Vorspann in der Anime-Fernsehserie Domestic Girlfriend genutzt und erreichte eine Notierung in den japanischen Singlecharts.
Zwischenzeitlich wechselte Minami zur Plattenfirma Warner Music Records Japan und veröffentlichte am 30. Juni 2020 mit Ame wo Matsu ihre erste Single über diesem Label. Im Juni 2021 gab Minami die Veröffentlichung ihre zweiten EP mit dem Titel Drop für den 21. Juli gleichen Jahres bekannt.

## Diskografie
EPs
- 2017: Emotional Water (Water Reflection)
- 2019: Kawaki wo Ameku (FlyingDog)
- 2021: Drop (Warner Music Records Japan)
- 2023: Lose Loose Day (Warner Music Records Japan)

Singles
- 2017: Main Actor (Water Reflection)
- 2018: Eternal Blue (Water Reflection)
- 2020: Ame wo Matsu (Warner Music Records Japan)
- 2022: Good Lucker (Warner Music Records Japan)
- 2023: Rude Lose Dance (Warner Music Records Japan)